# Cadmium-108
Cadmium-108 of 108Cd is een stabiele isotoop van cadmium. Het is een van de zes stabiele isotopen van het element, naast cadmium-106, cadmium-110, cadmium-111, cadmium-112 en cadmium-114. De abundantie op Aarde bedraagt 0,89%. De isotoop wordt ervan verdacht door bètaverval te vervallen tot de stabiele isotoop palladium-108:
{\displaystyle {\ce {{^{108}_{47}Ag}->{^{108}_{46}Pd}+{e^{+}}+{\nu }_{e}}}}
Cadmium-108 bezit echter een halfwaardetijd van 410 biljard jaar en kan de facto als stabiel beschouwd worden. Dit vanwege het feit dat de halfwaardetijd miljarden malen groter is dan de leeftijd van het universum.
Cadmium-108 ontstaat onder meer bij het radioactief verval van zilver-108 en indium-108.
94Cd · 95Cd · 96Cd · 97Cd · 98Cd · 98mCd · 99Cd · 100Cd · 101Cd · 102Cd · 103Cd · 104Cd · 105Cd · 106Cd · 107Cd · 108Cd · 109Cd · 109m1Cd · 109m2Cd · 110Cd · 111Cd · 111mCd · 112Cd · 113Cd · 113mCd · 114Cd · 115Cd · 115mCd · 116Cd · 117Cd · 117mCd · 118Cd · 119Cd · 119mCd · 120Cd · 121Cd · 121mCd · 122Cd · 123Cd · 123mCd · 124Cd · 125Cd · 125mCd · 126Cd · 127Cd · 128Cd · 129Cd · 129mCd · 130Cd · 131Cd · 132Cd · 133Cd · 134Cd